# Scotura pyraloides
Scotura pyraloides är en fjärilsart som beskrevs av Walker 1854. Scotura pyraloides ingår i släktet Scotura och familjen tandspinnare. Inga underarter finns listade.